# Europamästerskapet i basket för damer 1964
Europamästerskapet i basket för damer 1964 spelades i Budapest, Ungern och var den nionde EM-basketturneringen som avgjordes för damer. Turneringen spelades mellan den 6 och 13 september 1964 och totalt deltog tio lag i turneringen där Sovjetunionen blev Europamästare före Bulgarien och Tjeckoslovakien, det var Sovjetunionens sjunde EM-guld.

## Kvalificerade länder
| - Ungern (som arrangör) - Bulgarien - Frankrike - Italien - Jugoslavien | - Polen - Rumänien - Sovjetunionen - Tjeckoslovakien - Östtyskland |

## Gruppspelet

### Spelsystem
De tio lagen som var med i EM var indelade i två grupper med fem lag i vardera. Alla lagen mötte alla en gång i sin grupp innan de två bästa lagen i varje grupp gick vidare till semifinalspel, medan lag tre och fyra spelade om platserna fem till åtta och det sämsta laget i varje grupp spelade om plats nio och tio. Seger i en match gav två poäng och förlust gav en poäng.
|  | Laget spelade om plats 1-4  |
|  | Laget spelade om plats 5-8  |
|  | Laget spelade om plats 9-10 |

### Grupp A
| Plats | Nation      | Spelade | Vinster | Förluster | Mål       | Målskillnad | Poäng |
| --- | ----------- | ------- | ------- | --------- | --------- | ----------- | ----- |
| 1 | Sovjet      | 4       | 4       | 0         | 288 – 153 | +135        | 8     |
| 2 | Rumänien    | 4       | 2       | 2         | 177 – 205 | -28         | 6     |
| 3 | Jugoslavien | 4       | 2       | 2         | 186 – 203 | -17         | 6     |
| 4 | Ungern      | 4       | 2       | 2         | 196 – 215 | -19         | 6     |
| 5 | Frankrike   | 4       | 0       | 4         | 158 – 229 | -71         | 4     |
| Inbördes möten avgör placering när tre lag hamnar på samma poäng Ungern besegrade Jugoslavien med 55-54 (+1 poäng), Rumänien besegrade Ungern med 53-42 (+11 poäng) och Jugoslavien besegrade Rumänien med 41-37 (+4 poäng), vilket gjorde att Rumänien fick +7, Jugoslavien +3 och Ungern -10 i inbördes möten |             |         |         |           |           |             |       |

| 6 september 1964 kl 11:00 (CET) | Rumänien | 42 – 41 (15-21) Rapport | Frankrike | Budapest |
| 6 september 1964 kl 11:00 (CET) |          |                         |           | Budapest |

| 6 september 1964 kl 18:30 (CET) | Jugoslavien | 54 – 55 (25-27) Rapport | Ungern | Budapest |
| 6 september 1964 kl 18:30 (CET) |             |                         |        | Budapest |

| 7 september 1964 kl 17:30 (CET) | Sovjet | 68 – 37 (25-20) Rapport | Jugoslavien | Budapest |
| 7 september 1964 kl 17:30 (CET) |        |                         |             | Budapest |

| 7 september 1964 kl 20:30 (CET) | Ungern | 62 – 40 (30-22) Rapport | Frankrike | Budapest |
| 7 september 1964 kl 20:30 (CET) |        |                         |           | Budapest |

| 8 september 1964 kl 16:00 (CET) | Frankrike | 34 – 71 (16-30) Rapport | Sovjet | Budapest |
| 8 september 1964 kl 16:00 (CET) |           |                         |        | Budapest |

| 8 september 1964 kl 19:00 (CET) | Ungern | 42 – 53 (13-25) Rapport | Rumänien | Budapest |
| 8 september 1964 kl 19:00 (CET) |        |                         |          | Budapest |

| 9 september 1964 kl 17:30 (CET) | Frankrike | 43 – 54 (21-25) Rapport | Jugoslavien | Budapest |
| 9 september 1964 kl 17:30 (CET) |           |                         |             | Budapest |

| 9 september 1964 kl 20:30 (CET) | Sovjet | 81 – 45 (31-18) Rapport | Rumänien | Budapest |
| 9 september 1964 kl 20:30 (CET) |        |                         |          | Budapest |

| 10 september 1964 kl 16:00 (CET) | Rumänien | 37 – 41 (19-20) Rapport | Jugoslavien | Budapest |
| 10 september 1964 kl 16:00 (CET) |          |                         |             | Budapest |

| 10 september 1964 kl 17:30 (CET) | Sovjet | 68 – 37 (31-22) Rapport | Ungern | Budapest |
| 10 september 1964 kl 17:30 (CET) |        |                         |        | Budapest |

### Grupp B
| Plats | Nation          | Spelade | Vinster | Förluster | Mål       | Målskillnad | Poäng |
| ----- | --------------- | ------- | ------- | --------- | --------- | ----------- | ----- |
| 1     | Bulgarien       | 4       | 4       | 0         | 230 – 163 | +67         | 8     |
| 2     | Tjeckoslovakien | 4       | 3       | 1         | 216 – 167 | +49         | 7     |
| 3     | Polen           | 4       | 2       | 2         | 178 – 190 | -12         | 6     |
| 4     | Östtyskland     | 4       | 1       | 3         | 197 – 214 | -17         | 5     |
| 5     | Italien         | 4       | 0       | 4         | 159 – 246 | -87         | 4     |

| 6 september 1964 kl 09:30 (CET) | Bulgarien | 49 – 37 (20-12) Rapport | Polen | Budapest |
| 6 september 1964 kl 09:30 (CET) |           |                         |       | Budapest |

| 6 september 1964 kl 20:00 (CET) | Tjeckoslovakien | 59 – 41 (27-18) Rapport | Italien | Budapest |
| 6 september 1964 kl 20:00 (CET) |                 |                         |         | Budapest |

| 7 september 1964 kl 16:00 (CET) | Bulgarien | 64 – 46 (27-17) Rapport | Östtyskland | Budapest |
| 7 september 1964 kl 16:00 (CET) |           |                         |             | Budapest |

| 7 september 1964 kl 19:00 (CET) | Polen | 61 – 47 (28-15) Rapport | Italien | Budapest |
| 7 september 1964 kl 19:00 (CET) |       |                         |         | Budapest |

| 8 september 1964 kl 17:30 (CET) | Polen | 31 – 47 (19-21) Rapport | Tjeckoslovakien | Budapest |
| 8 september 1964 kl 17:30 (CET) |       |                         |                 | Budapest |

| 8 september 1964 kl 20:30 (CET) | Italien | 37 – 63 (12-37) Rapport | Östtyskland | Budapest |
| 8 september 1964 kl 20:30 (CET) |         |                         |             | Budapest |

| 9 september 1964 kl 16:00 (CET) | Östtyskland | 41 – 64 (17-29) Rapport | Tjeckoslovakien | Budapest |
| 9 september 1964 kl 16:00 (CET) |             |                         |                 | Budapest |

| 9 september 1964 kl 19:00 (CET) | Italien | 34 – 63 (19-33) Rapport | Bulgarien | Budapest |
| 9 september 1964 kl 19:00 (CET) |         |                         |           | Budapest |

| 10 september 1964 kl 19:00 (CET) | Östtyskland | 47 – 49 (24-26) Rapport | Polen | Budapest |
| 10 september 1964 kl 19:00 (CET) |             |                         |       | Budapest |

| 10 september 1964 kl 20:30 (CET) | Tjeckoslovakien | 46 – 54 (18-26) Rapport | Bulgarien | Budapest |
| 10 september 1964 kl 20:30 (CET) |                 |                         |           | Budapest |

## Placeringsmatcher

### Match om 9:e plats
| 12 september 1964 kl 09:30 (CET) | Frankrike | 43 – 50 (21-31) Rapport | Italien | Budapest |
| 12 september 1964 kl 09:30 (CET) |           |                         |         | Budapest |

### Match om 5:e - 8:e plats
| 12 september 1964 kl 11:00 (CET) | Jugoslavien | 55 – 61 (26-28) (Förlängning: 2-8) Rapport | Östtyskland | Budapest |
| 12 september 1964 kl 11:00 (CET) |             |                                            |             | Budapest |

| 12 september 1964 kl 17:30 (CET) | Ungern | 50 – 66 (23-32) Rapport | Polen | Budapest |
| 12 september 1964 kl 17:30 (CET) |        |                         |       | Budapest |

### Match om 7:e plats
| 13 september 1964 kl 09:30 (CET) | Jugoslavien | 56 – 49 (28-18) Rapport | Ungern | Budapest |
| 13 september 1964 kl 09:30 (CET) |             |                         |        | Budapest |

### Match om 5:e plats
| 13 september 1964 kl 11:00 (CET) | Östtyskland | 41 – 49 (23-23) Rapport | Polen | Budapest |
| 13 september 1964 kl 11:00 (CET) |             |                         |       | Budapest |

## Slutspel

### Semifinaler
| 12 september 1964 kl 19:00 (CET) | Rumänien | 44 – 66 (23-28) Rapport | Bulgarien | Budapest |
| 12 september 1964 kl 19:00 (CET) |          |                         |           | Budapest |

| 12 september 1964 kl 20:30 (CET) | Sovjet | 63 – 43 (33-21) Rapport | Tjeckoslovakien | Budapest |
| 12 september 1964 kl 20:30 (CET) |        |                         |                 | Budapest |

### Bronsmatch
| 13 september 1964 kl 17:30 (CET) | Tjeckoslovakien | 68 – 47 (37-24) Rapport | Rumänien | Budapest |
| 13 september 1964 kl 17:30 (CET) |                 |                         |          | Budapest |

### Final
| 13 september 1964 kl 19:00 (CET) | Bulgarien | 53 – 55 (20-22) Rapport | Sovjet | Budapest |
| 13 september 1964 kl 19:00 (CET) |           |                         |        | Budapest |

| Europamästare: Sovjets sjunde EM-titel |

## Slutplaceringar
| 1  | Sovjet          |
| 2  | Bulgarien       |
| 3  | Tjeckoslovakien |
| 4  | Rumänien        |
| 5  | Polen           |
| 6  | Östtyskland     |
| 7  | Jugoslavien     |
| 8  | Ungern          |
| 9  | Italien         |
| 10 | Frankrike       |